# 日清ランチ
日清ランチ（にっしんランチ）は、1967年（昭和42年）に日清食品（日清）が発売した加工米飯。同社のヒット商品であるチキンラーメンの技術を応用し、蒸した米を油で揚げた半調理品である。

## 概要
水を沸騰させたフライパンの中で本商品を3分間炒めることでチャーハン、チキンライス、ドライカレーなどの米料理が仕上がる、画期的な商品であった。当時は1960年（昭和35年）頃から玄米の豊作が続き、日本人の食生活は洋風化し、余剰米が増えた。日清は米の消費喚起について協力を要請され、本商品開発の契機となる。発売直前に開催された発表会は報道陣が試食に殺到し、翌日に多くのメディアで報道された。発売時は問屋などから発注が殺到し、消費者の前評判は充分であった。
発売後は一転不評を被る。調理後に油の切れが悪く「油っぽい」と食感が不評であった。調理法が難解で、フライパンを焦げつかせたり材料の分量を誤る者も多かった。百貨店やスーパーマーケットの実演販売で、水加減の難しさ、焦げつかないフライパンの使用が条件、値段に比して量目が少ない、など多くが指摘された。マスメディアの説明不足から、本品をチャーハンやチキンライスの素などと誤認する者も見られた。日本は米食が定着しており、新規加工品である米飯の即席食品を拒否する者も多かった。
日清は「日清ランチ10万人プレゼント」など販売促進を講じたが販売量は伸びなかった。当時食パン40円、インスタントラーメン特売品が20円程度のなかで、本商品は材料玄米の価格に起因して60円で発売したが、市井でチャーハンやチキンライスは焚いて余分となった米飯の調理法として認識されており、買うならばラーメンが得と判断する消費者が多かった。日清は時期尚早と判断して販売中止を決定し、工場を建設予定であった用地は1971年（昭和46年）に発売するカップヌードルの専門工場に充てた。
1975年（昭和50年）に本商品を前身とするカップライスを発売して間もなく販売を中止するが、これらの反省点から日清GoFanを経て、2010年（平成22年）にカップヌードルごはんを発売し、2014年（平成26年）にカレーメシをはじめとするカップメシシリーズを発売して成功した。